# Гиля, Набиль
Наби́ль Гиля́ (фр. Nabil Ghilas; араб. نبيل غيلاس‎; 20 апреля 1990, Марсель) — алжирский футболист, нападающий. Выступал в сборной Алжира. Участник чемпионата мира 2014 года.
Его старший брат Камель — также профессиональный футболист.

## Клубная карьера

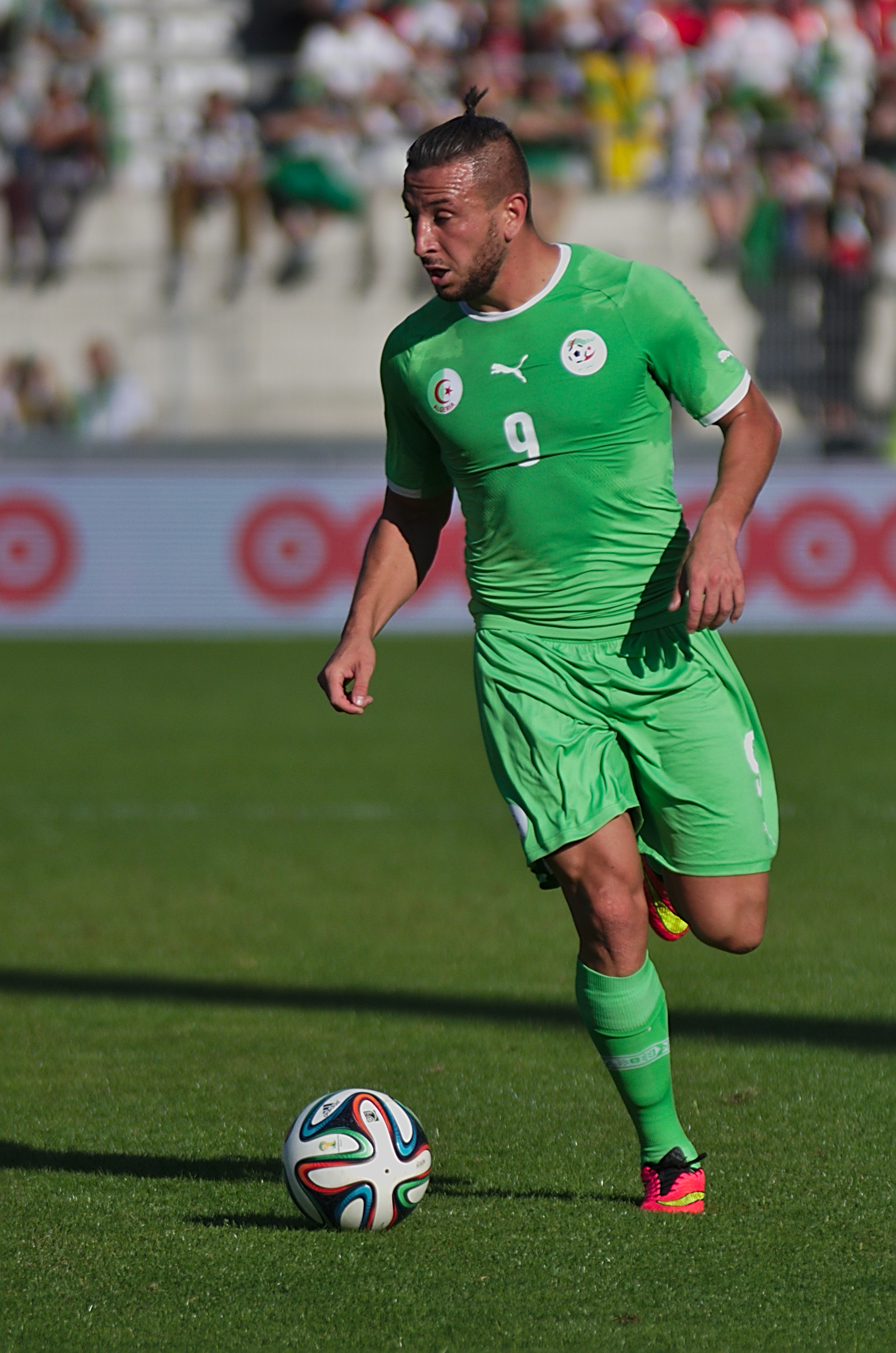
Гиля в составе сборной Алжира

Гиля начал карьеру выступая за различные французские команды в молодёжном первенстве. Во взрослом футболе дебютировал в сезоне 2009/10 в составе клуба третьего французского дивизиона «Касси-Карну». В 2010 году он подписал контракт с португальским «Морейренсе» из Сегунда лиги. Набиль сразу же был отдан в аренду в клуб третьего дивизиона «Визела». В 2011 году он вернулся обратно. 25 ноября в матче против лиссабонского «Атлетико» Гиля дебютировал за «Морейренсе». 15 января 2012 года в поединке против ковильянского «Спортинга» Набиль забил свой первый гол за команду. В сезоне 2012/13 году забил 13 голов в составе своего клуба, который дебютировал в высшем дивизионе Португалии после 7-летнего перерыва.
Летом 2013 года Гиля подписал четырёхлетний контракт с «Порту». Сумма трансфера составила 3 млн евро. 22 сентября в матче против «Эшторил-Прая» он дебютировал за новый клуб, выйдя в конце игры вместо Лики. В том же году Набиль стал обладателем Суперкубка Португалии в составе «драконов». В 2014 году в поединках Лиги Европы против немецкого «Айнтрахта» и итальянского «Наполи» Гиля отметился двумя голами.
Летом того же года Набиль на правах аренды перешёл в испанскую «Кордову». 12 сентября в матче против «Альмерии» он дебютировал в Ла Лиге. 18 октября в поединке против «Малаги» Гиля забил свой первый гол за «Кордову». Летом 2015 года Набиль вновь был отдан в аренду, его новым клубом стал «Леванте». 23 августа в матче против «Сельты» он дебютировал за новую команду.
31 августа 2016 года Набиль перешёл в «Газиантепспор». Сумма трансфера — 2 млн евро. 10 сентября в матче против «Аданаспора» он дебютировал в турецкой Суперлиге. 25 сентября в поединке против «Фенербахче» Гиля забил свой первый гол за «Газиантепстор». 18 марта 2017 года в матче против «Кайсериспора» он сделал хет-трик. Летом 2017 года Гиля присоединился к «Гёзтепе». 12 августа в матче против «Фенербахче» он дебютировал за новый клуб. 26 августа в поединке против «Трабзонспора» Набиль забил свой первый гол за «Гёзтепе».

## Международная карьера
2 июня 2013 года в товарищеском матче против сборной Буркина-Фасо Гиля дебютировал за сборную Алжира. 9 июня в отборочной встрече Чемпионата мира 2014 против сборной Бенина Набиль забил свой первый гол за национальную команду.
В июне 2014 года включён тренером Вахидом Халилходжичем в состав сборной для участия в финальном турнире Чемпионата мира 2014. На турнире принял участие в матчах против Бельгии, сборной Южной Кореи и России.

### Голы за сборную Алжира
| #   | Дата        | Место                             | Противник | Счёт | Результат | Соревнование                     |
| --- | ----------- | --------------------------------- | --------- | ---- | --------- | -------------------------------- |
| 01. | 9 июня 2013 | Шарль де Голль, Порто-Ново, Бенин | Бенин     | 3:1  | 3:1       | Чемпионат мира 2014 квалификация |
| 02. | 31 мая 2014 | Турбийон, Сьон, Швейцария         | Армения   | 2:0  | 3:1       | Товарищеский матч                |

## Достижения
Командные
 «Порту»
- Обладатель Суперкубка Португалии — 2013